# Wang Liqin
Wang Liqin (en xinès simplificat: 王励勤; xinès tradicional: 王勵勤; pinyin: Wáng Lìqín) (Xangai, República Popular de la Xina 1978) és un jugador de tennis de taula xinès, guanyador de quatre medalles olímpiques.

## Biografia
Va néixer el 18 de juny de 1978 a la ciutat de Xangai, població situada a l'est de la Xina.

## Carrera esportiva
Va participar, als 22 anys, en els Jocs Olímpics d'Estiu del 2000 realitzats a Sydney (Austràlia), on aconseguí guanyar la medalla d'or en la prova masculina de dobles al costat de Yan Sen. En els Jocs Olímpics d'Estiu de 2004 realitzats a Atenes (Grècia) no participà en la prova de dobles per defendre el seu títol, però sí que ho feu en la prova individual, on aconseguí guanyar la medalla de bronze. En els Jocs Olímpics d'Estiu de 2008 realitzats a Pequín (Xina) participà en la prova individual, on aconseguí guanyar novament la medalla de bronze, i en la prova per equips, on aconseguí guanyar la medalla d'or.
Al llarg de la seva carrera ha aconseguit 8 medalles en el Campionat del Món de tennis de taula, 7 d'elles d'or: 3 a nivell individual, 2 a nivell de dobles masculins i 2 més en dobles mixts.